# Strongylodon pulcher
Strongylodon pulcher là một loài thực vật có hoa trong họ Đậu. Loài này được C.B.Rob. miêu tả khoa học đầu tiên.